# Mongólia művészete
Mongólia művészete alatt a mai Mongólia területének művészetét értjük.

## Mongólia művészetének történeti áttekintése

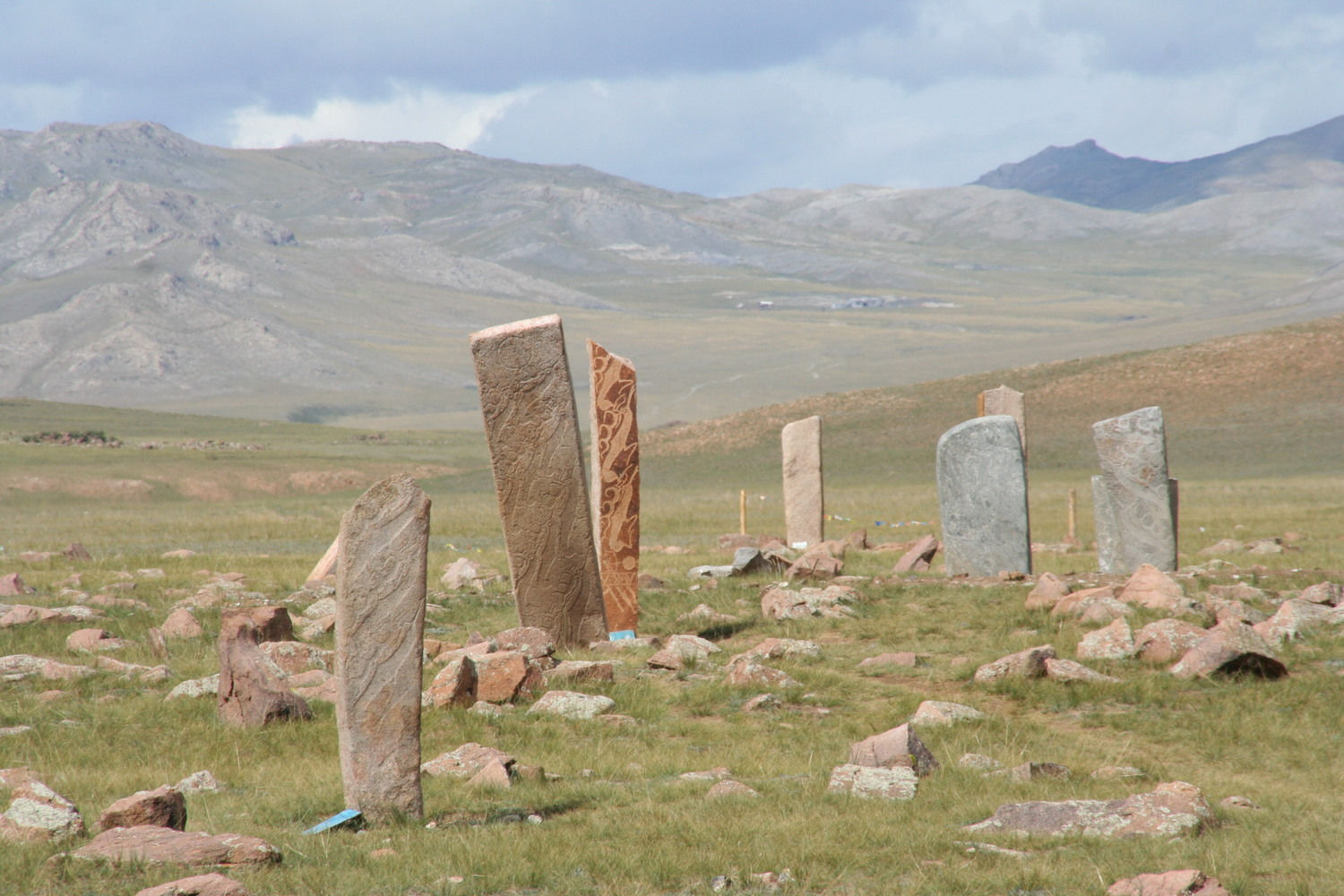
Bronzkori szarvaskövek (pusztai művészet)

### Őskor
A terület legrégibb emlékei bronz, csont, agyag és kő edények, tárgyak. A népvándorlás megindulása előtti idők legfontosabb leletei a noin-ulai sírokból származó szőnyegek. Vadászó és állattenyésztő népek alkotásai ezek, díszítéseik állatmotívumok. 

### Vaskor és középkor
A hun korszak művészetét lásd: hun művészet, a türk korszakét: türk művészet.
Települések nyomai a 9. századtól fordulnak elő egyre gyakrabban, ezek már erődítettek. Az Orhon völgyében volt Dzsingisz kán falakkal övezett fővárosa, Karakorum.

### A 16. századtól napjainkig
A népvándorlási hullámok és a mongol nagybirodalom megszűnése után a 16. század végétől a lámaizmus terjedt el, ettől kezdve Mongólia művészetére ez nyomta rá a bélyegét. A Mandzsu uralom alatti időszakban csak népművészeti ágak éltek: szőnyegszövés, lószerszámok, ruhák díszítései, faragás, ötvösség. A népi kultúra mellett a kolostori kultúra volt csak erős. A kolostorépítészet a 16. század végétől virágzott, a festészet emlékei jellemzően a kolostoron belüli vallási tevékenység eszköze. Ettől kezdve bontakozott ki a mongol nép művészete.
A művészet tulajdonképp a hagyományt őrizte 1921-ig, amikor a nemzeti forradalom győzött. Megindult a városi építkezés, szovjet kapcsolatok révén mongol művészek szovjet egyetemeken tanultak.
1990 után felszabadult a kötelezően előírt kánon alól.

## Mongólia művészetének tárgyalása egyes művészeti ágak szerint

### Építészet

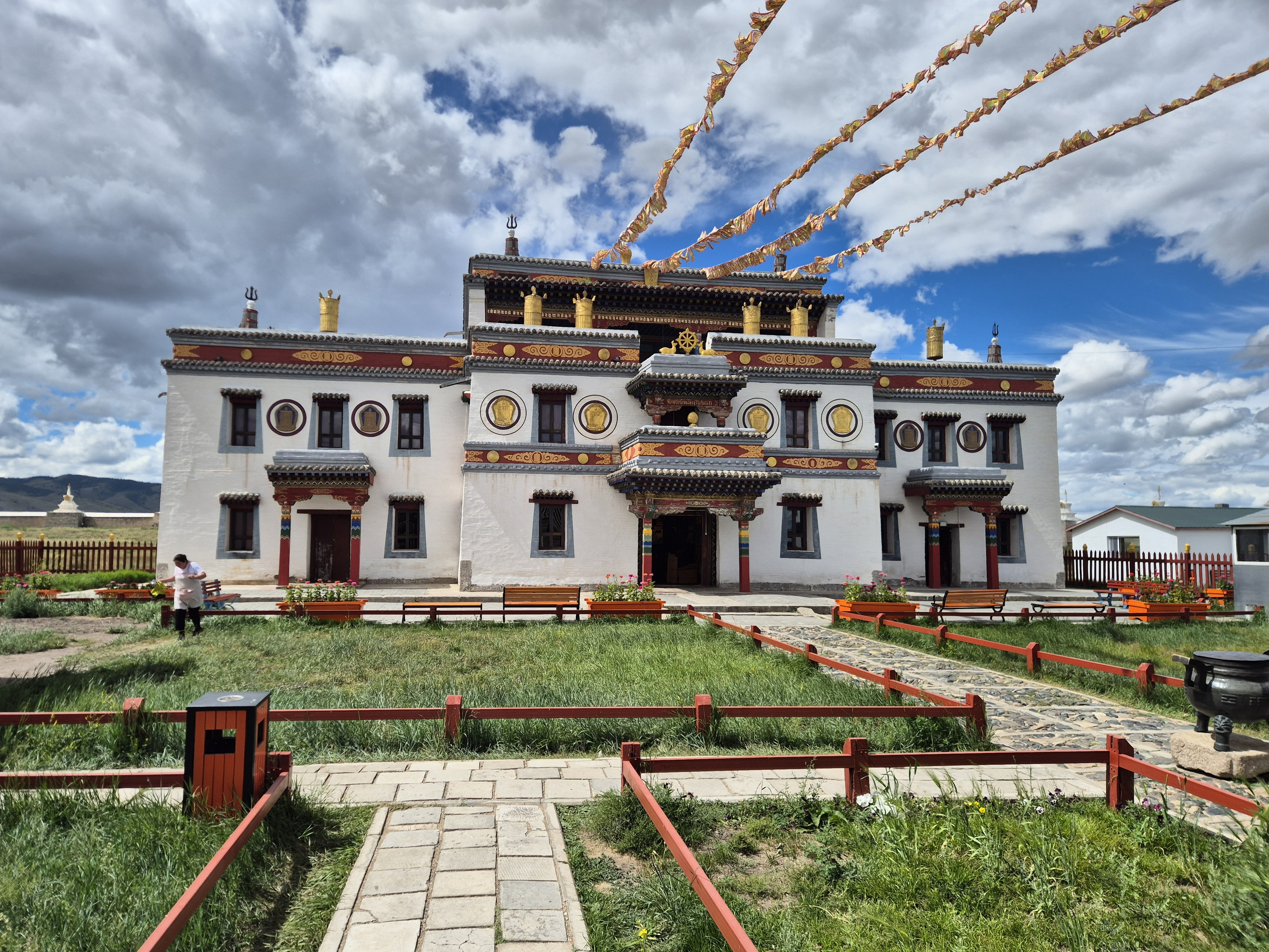
Az Erdeni-Cu-kolostor

A mongóliai építészet legrégibb emlékei erődített települések, melyek a 9. századtól kezdve egyre nagyobb számban maradtak fenn. A legfontosabb erődített város Karakorum volt.
A 16. században az erősödő buddhizmus hatására épültek az első kolostorok, a legrégebbi az Erdeni-Cu-kolostor (1585). A kolostorok formája a 17. századtól változott, alaprajzuk és felépítésük jurtaszerű lett (pl. Dar-Hur). A szomszédos Kína hatása kínai típusú épületeket is eredményezett: Gurban-Cu és Erdeni-Cu-kolostorok egyes épületei. A lámaizmus közvetlen hatására utal viszont a tibeti típusú Labran-palota épülete (az Erdeni-Cu-ban, 18. sz.). A két stílus keveredett a 18-19. században, ennek emléke a Majdari 19. századi épülete a Da-Hur-ban.
A mongol építészet sajátos formái a szuburgánok: pl. Dzsaron-Hasor a Gandan-kolostorban.
A 20. században megindult a városiasodás, főleg szovjet hatásra.

### Festészet

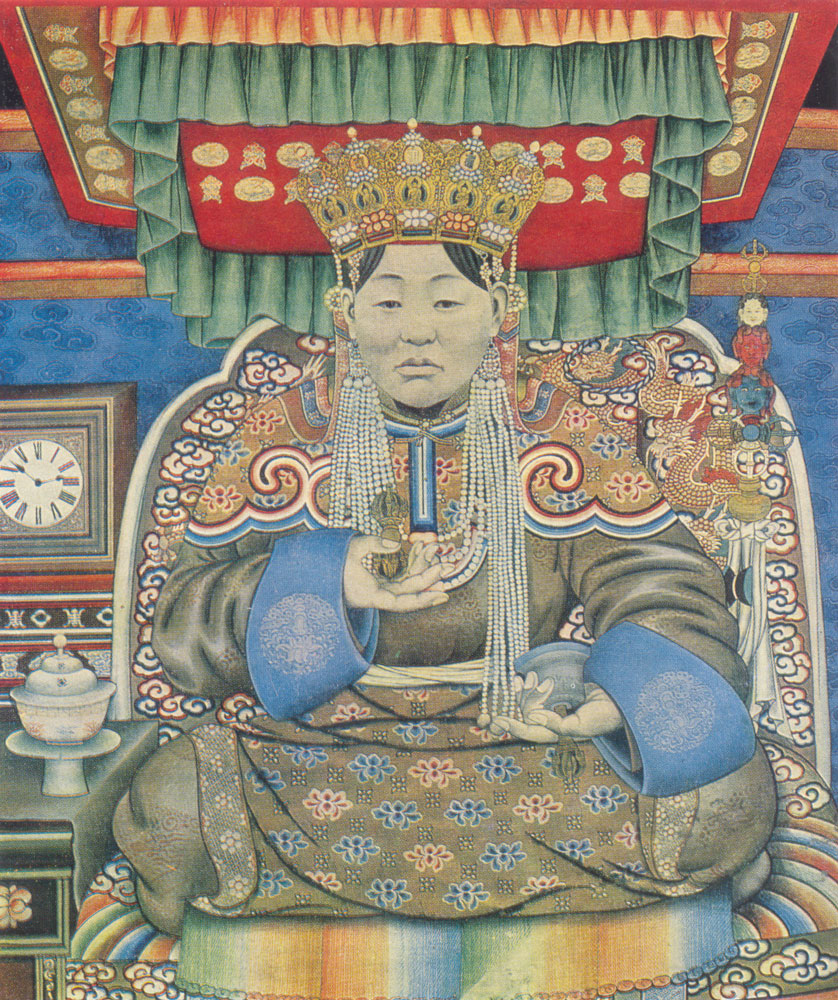
Mardzan Sarav alkotása

A kolostori festmények hagyományos buddhista technikákkal és lámaista ikonográfiával készültek.
A mongol festészet első mestereként Mardzan Saravot emlegetik, akit főleg plakátgrafikái tették ismertté. Jelentős festők voltak: Csojdok, Cevegdzsav, Jadam-Szuren, Gava, Namhajceren, Cultum, Dorzspalam.

### Szobrászat
A legrégibb mongóliai emlékek a népvándorláskor előtti népek alkotásai, monolit ún. szarvaskövek, totemjelképek.
A szobrászat, hasonlóan a festészethez, kolostorokhoz kötődik, vallási célokat szolgál.
A modern mongol szobrászat legismertebb mesterei Csoimbol és Dzsamba.

### Iparművészetek
Számos népművész működik Mongóliában, a hagyományos népművészet művelője Manivadar.